# Pont del torrent del Mas Sarrà
El Pont del torrent del Mas Sarrà és una obra de Vila-rodona (Alt Camp) inclosa a l'Inventari del Patrimoni Arquitectònic de Catalunya.

## Descripció
El primer arc és tot de pedra, pla i sense baranes. Està situat prop de la carretera que va de Can Ferrer de la Cogullada (Montmell) a Vila-rodona, per sobre el torrent esmentat i que en aquest indret forma un seguit de d'olles. L'arcada es veu de factura molt primitiva, el pont està fora de servei.